# Selección de balonmano de Angola
La Selección de balonmano de Angola es la selección de jugadores de balonmano de Angola. Ha disputado varios campeonatos de África y mundiales.

## Historial

### Juegos Olímpicos
- 1936 - No participó
- 1972 - No participó
- 1976 - No participó
- 1980 - No participó
- 1984 - No participó
- 1988 - No participó
- 1992 - No participó
- 1996 - No participó
- 2000 - No participó
- 2004 - No participó
- 2008 - No participó
- 2012 - No participó
- 2016 - No participó
- 2020 - No participó

### Campeonatos del Mundo
- 1938 - No participó
- 1954 - No participó
- 1958 - No participó
- 1961 - No participó
- 1964 - No participó
- 1967 - No participó
- 1970 - No participó
- 1974 - No participó
- 1978 - No participó
- 1982 - No participó
- 1986 - No participó
- 1990 - No participó
- 1993 - No participó
- 1995 - No participó
- 1997 - No participó
- 1999 - No participó
- 2001 - No participó
- 2003 - No participó
- 2005 - 20.ª plaza
- 2007 - 21.ª plaza
- 2009 - No participó
- 2011 - No participó
- 2013 - No participó
- 2015 - No participó
- 2017 - 24ª plaza
- 2019 - 23ª plaza
- 2021 - 30ª plaza
- 2023 - No participó

### Campeonatos de África
- 1974 - No participó
- 1976 - No participó
- 1979 - No participó
- 1981 - 5.ª plaza
- 1983 - 5.ª plaza
- 1985 - 5.ª plaza
- 1987 - 7.ª plaza
- 1989 - 7.ª plaza
- 1991 - No participó
- 1992 - No participó
- 1994 - No participó
- 1996 - No participó
- 1998 - 8.ª plaza
- 2000 - No participó
- 2002 - 6.ª plaza
- 2004 -  Tercera
- 2006 - 4.ª plaza
- 2008 - 4.ª plaza
- 2010 - 5.ª plaza
- 2012 - 6.ª plaza
- 2014 - 4.ª plaza
- 2016 -  Tercera
- 2018 -  Tercera
- 2020 - 4.ª plaza
- 2022 - 8.ª plaza